# Децим Коссуцій

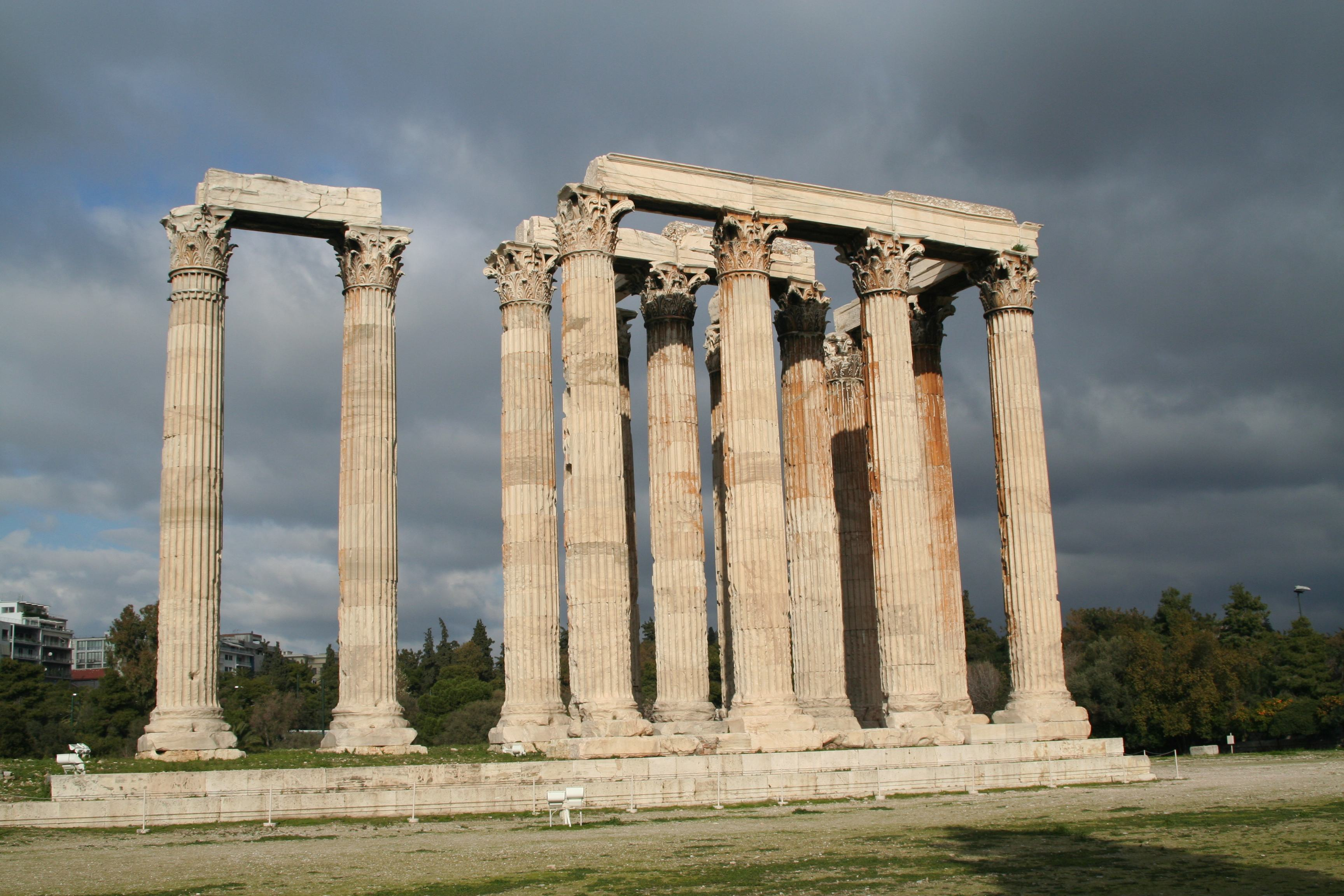
Храм Зевса Олімпійського

Децим Коссуцій (II ст. до н. е.) — давньоримській архітектор часів Римської республіки.

## Життєпис
Походив із заможної родини Коссуцієв. Належав до стану вершників. Він відомий як архітектор участю у добудові храму Зевса Олімпійського. Ймовірно на той час Коссуцій був досить відомим архітектором не лише у Римі, а й серед еллінських держав. Тому сирійський цар Антіох IV Селевкид запросив його для завершення храму Зевса в Афінах. У 174 році до н. е. Децим Коссуцій розпочав роботу. Фактично проект було створено заново. Основи його було закладено саме Коссуцієм. Він значно змінив первісний проект. Вапняк вирішено замінити на більш довговічний та коштовніший пентелікійський мармур. Навіть архітектурний стиль було змінено на коринфський, таким чином Олімпейон став першим випадком використання коринфського ордеру у зовнішньому оздобленні масштабних споруд. Проте після смерті Антиоха у 164 до н. е. будівництво знову зупинилось, в той час як храм був готовий лише наполовину.
Після цього Коссуцій повернувся до Риму. Подальша його доля не відома.